# Негимов, Серик Ныгметоллаулы
Серик Ныгметоллаулы Негимов (каз. Серік Нығметоллаұлы Негимов; 13 июля 1948, Уалихановский район, Северо-Казахстанская область, КазССР, СССР) — советский и казахский учёный-филолог, литературовед, доктор филологических наук (1992), профессор (1994). Заслуженный деятель Казахстана (2015), член союза писателей Казахстана (с 2001). Действительный член Академии социальных наук Казахстана (с 1999).

## Биография
Родился 13 июля 1948 года в ауле Кулыколь Уалихановского района нынешней Северо-Казахстанской области (в колхозе «Большевик» Кызылтуского района бывшей Кокшетауской области). Происходит из рода канжыгалы племени аргын.
В 1966 году окончил среднюю школу имени Чапаева в Кызылтуском районе, в том же году поступил на филологический факультет Казахского государственного университета имени М. С. Кирова, который окончил в 1971 году.
В 1978 году защитил кандидатскую диссертацию на тему: «Звуковая организация стиха и обогащение стихотворных форм в современной казахской поэзии».
В 1992 году защитил докторскую диссертацию на тему: «Образно-изобразительная система поэзии жырау и акынов».
Трудовую деятельность начал в 1972 году лаборантом Института литературы и искусства имени М. О. Ауэзова Академии наук Казахской ССР.
С 1972 по 1992 год — лаборант, старший лаборант, младший и старший научный сотрудник, заведующий отделом «Джамбуловедения и поэзии индивидуальных акынов» Института литературы и искусства имени М. О. Ауэзова Академии наук Казахской ССР.
С 1992 по 1997 год — преподаватель, заведующий кафедрой Казахского государственного женского педагогического университета.
С 1997 по 2000 год — заведующий кафедры казахского языка Евразийского Национального университета имени Л. Н. Гумилёва.
С 2000 по 2005 год — профессор Казахского национального университета им. аль-Фараби.
С 2005 года по настоящее время — профессор кафедры казахской литературы Евразийского Национального университета имени Л. Н. Гумилёва.

## Научные публикации
- 1980 — Казахский народный стих. (Монография);
- 1991 — Образно-изобразительная система поэзии жырау и акынов. (Монография;
- 1996 — Поэзия сал-сэре. (Монография);
- 1997 — Ораторское искусство. (Монография);
- 2001 — Поэзия акынов и жырау: Генезис. Стилистика. Поэтика. (Монография);
- 2001 — Малик Габдуллин. (Учебное издание);
- 2005 — Казахский сал-сэре;

## Награды и звания
- 1994 — Почётный нагрудный знак МОН РК «Отличник образования РК»
- 1999 — Действительный член (академик) Академии социальных наук
- 2001 — Член союза писателей Казахстана
- 2005 — Член союза журналистов Казахстана
- 2008 — Почётный нагрудный знак МОН РК «За заслуги в развитии науки Республики Казахстан»
- 2008 — Звания и медаль «Лучший преподаватель ВУЗа Казахстана»
- 2008 — Медаль «Тіл жанашыры»
- 2010 — Медаль «Ыбырай Алтынсарин» — за значительные успехи в деле обучения и воспитания подрастающего поколения.
- 2010 — Звания и нагрудный знак Министерства культуры «Мәдениет қайраткері»
- 2015 — присвоено почётное звание «Қазақстанның еңбек сіңірген қайраткері» — за вклад в развитие отечественной науки и образования и общественную активность.[3]
- 2017 — Международная литературная премия «Алаш»
- 2017 — Почётный гражданин Уалихановского района Северо-Казахстанской области и Ерейментауского района Акмолинской области.
- 2018 — Почётный профессор Северо-Казахстанского государственного университета и др.
- 2020 — Юбилейная медаль «25 лет Конституции Казахстана»[4]